# Immagini (album)
Immagini è un album discografico a nome di Flavio Boltro, Furio Di Castri e Manhu Roche, pubblicato dall'etichetta discografica Red Record nel 1987.

## Tracce

### LP
Lato A
1. Bassa marea – 5:42 (Flavio Boltro)
2. A Night in Bir Bou Rek – 5:11 (Furio Di Castri)
3. After the Schnitzel – 3:55 (Furio Di Castri)
4. Idea – 4:00 (Flavio Boltro)

Lato B
1. Caligola – 6:29 (Flavio Boltro)
2. Pannonica – 8:11 (Thelonious Monk)
3. Ritorno all'identità – 6:00 (Flavio Boltro)

## Musicisti
- Flavio Boltro - tromba
- Furio Di Castri - contrabbasso
- Manhu Roche - batteria

Note aggiuntive
- Flavio Boltro - produttore
- Sergio Veschi e A. Alberti - produttori esecutivi
- Massimo Roca - ingegnere del suono
- Marco Ferrero - foto copertina frontale album originale
- Silvia Fubini - foto retrocopertina album originale
- Marco Maltecca - design copertina album originale[1]